# Spirito del '76
Spirito del '76 (The Spirit of '76), il cui vero nome è William Naslund, è un personaggio dei fumetti creato da Roy Thomas (testi) e Frank Robbins (disegni), pubblicato dalla Marvel Comics. È apparso la prima volta come Spirito del '76 su Invaders n. 14 (marzo 1977), come Capitan America II è apparso in Captain America Comics n. 49 (agosto 1945).
Nel disegnarlo, Frank Robbins (interni) e Jack Kirby (copertina) si sono ispirati al personaggio a fumetti Fighting Yank della Golden Age, edito dalla Standard Comics.
Negli albi dell'Editoriale Corno pubblicati in Italia il personaggio venne ribattezzato Spirito del '78, proprio perché comparso per la prima volta in quell'anno 1978 in Thor e Capitan America.

## Biografia del personaggio
Durante la seconda guerra mondiale, William Naslund decide di diventare un supereroe ammirando l'operato di Capitan America, decide di indossare come lui un costume dai colori patriottici e sceglie il nome di Spirito del '76 (chiaro riferimento alla guerra di indipendenza americana).
All'inizio agisce a Philadelphia, ma nel 1942, durante una trasferta in Inghilterra entra a far parte del supergruppo dei Crociati, di cui è l'unico componente statunitense e senza superpoteri.
Dopo uno scontro con gli Invasori (comandati proprio da Capitan America), si scopre che il loro capo e fondatore, un Agente speciale Alfie, è un doppiogiochista al servizio dei nazisti; di conseguenza il gruppo si scioglie e Naslund decide di proseguire la sua carriera di giustiziere da solo.
Con il coraggio mostrato durante il conflitto si fa una certa reputazione, che gli fa guadagnare il rispetto di molti eroi, compreso quello di Capitan America.
Proprio in virtù di questo, nell'aprile 1945, quando il Capitan America e il Bucky originali vengono dati per caduti in azione, l'allora presidente degli Stati Uniti d'America Harry S. Truman designa William Naslund per sostituirlo.
Spirito del '76 diventa così Capitan America II, con Fred Davis come spalla nel ruolo di Bucky II; la coppia continua l'opera dei loro predecessori anche dopo la fine della guerra, quando si uniscono ad altri eroi per formare la All-Winners Squad.
È qui che si decide il suo fato: un giorno gli eroi vengono a conoscenza di un complotto per uccidere il senatore statunitense John F. Kennedy, ordito dall'androide malvagio Adam II. Durante la missione di salvataggio, Naslund viene ucciso combattendo i robot assassini mandati dall'androide in una Chiesa al nord di Boston, non prima però di essere riuscito ad avvisare la All-Winners Squad, grazie al cui intervento il piano viene bloccato.
William Naslund viene sepolto nel Cimitero Nazionale di Arlington (Virginia) con tutti gli onori concessi ad un eroe di guerra. Con la sua morte il costume di Capitan America viene affidato a Patriota, che diventa il terzo uomo a vestirlo.

## Cronologia dei fumetti

### Spirito del '76
1. The Invaders n. 14 (marzo 1977): Calling... the Crusaders! (Prima edizione italiana: Chiamate i Crociati !, sull'albo Thor e Capitan America n. 199, Editoriale Corno)
2. The Invaders n. 15 (aprile 1977): God save the King! (Prima edizione italiana: Dio salvi il re !, sull'albo Thor e Capitan America n. 201, Editoriale Corno)
3. What if? (prima serie) n. 4 (agosto 1977): What if the Invaders had stayed together after World War Two? (Prima edizione italiana: E se gli Invasori non si fossero sciolti dopo la seconda guerra mondiale?, sull'albo Marvel Collection Special n. 2, aprile 2012, Panini Comics)

### Capitan America
1. Captain America Annual n. 6 (1982): The shadows of the past!
2. Namor the Sub-Mariner Annual n. 1 (1991): The Potsdam objective
3. All-Winners Squad n. 19 (autunno 1946): The crime of the ages
4. Captain America Comics dal n. 49 al n. 58 (agosto 1945 - settembre 1946)
5. What if? (prima serie) n. 4 (agosto 1977): What if the Invaders had stayed together after World War Two? (Prima edizione italiana: E se gli Invasori non si fossero sciolti dopo la seconda guerra mondiale?, sull'albo Marvel Collection Special n. 2, aprile 2012, Panini Comics)

## Altri media

### Televisione
William Nasland / Capitan America compare in un episodio di Marvel Super Heroes: What The--?!.